# Grabación de conferencias
El Registro de conferencias, se refiere al proceso de grabar y archivar el contenido de una conferencia, clase magistral, o seminario. Consta de hardware y componentes de software que trabajan en sinergia para grabar audio y componentes visuales de la conferencia o clase.

## Hardware
Se necesita un hardware para la captura de la voz del disertante junto con el vídeo del mismo. A veces, el disertante puede utilizar ayudas visuales para apoyar su discurso, como Presentaciones en Slides, las cuales se muestran a la audiencia con alguna clase de proyector. En este caso, tales Presentaciones en Slides también pueden ser grabadas. Una vez capturada la información (DATA) es almacenada directamente en el hardware de captura o enviado a un servidor en un LAN o por Internet. Después de que se ha procesado la DATA para adaptarla a algún formato de vídeo, se sube al mecanismo de distribución deseado, codecs, etc., para que las personas interesadas puedan acceder de manera remota el registro, ya sea en tiempo real o correo ex facto (en otro momento).
El registro de una conferencia o presentación pueden utilizar cualquier combinación de estas herramientas: Micrófono, Cámara, captura de Pantalla, captura de Presentación, o cámaras para capturar Documentos entre otros.

## Software

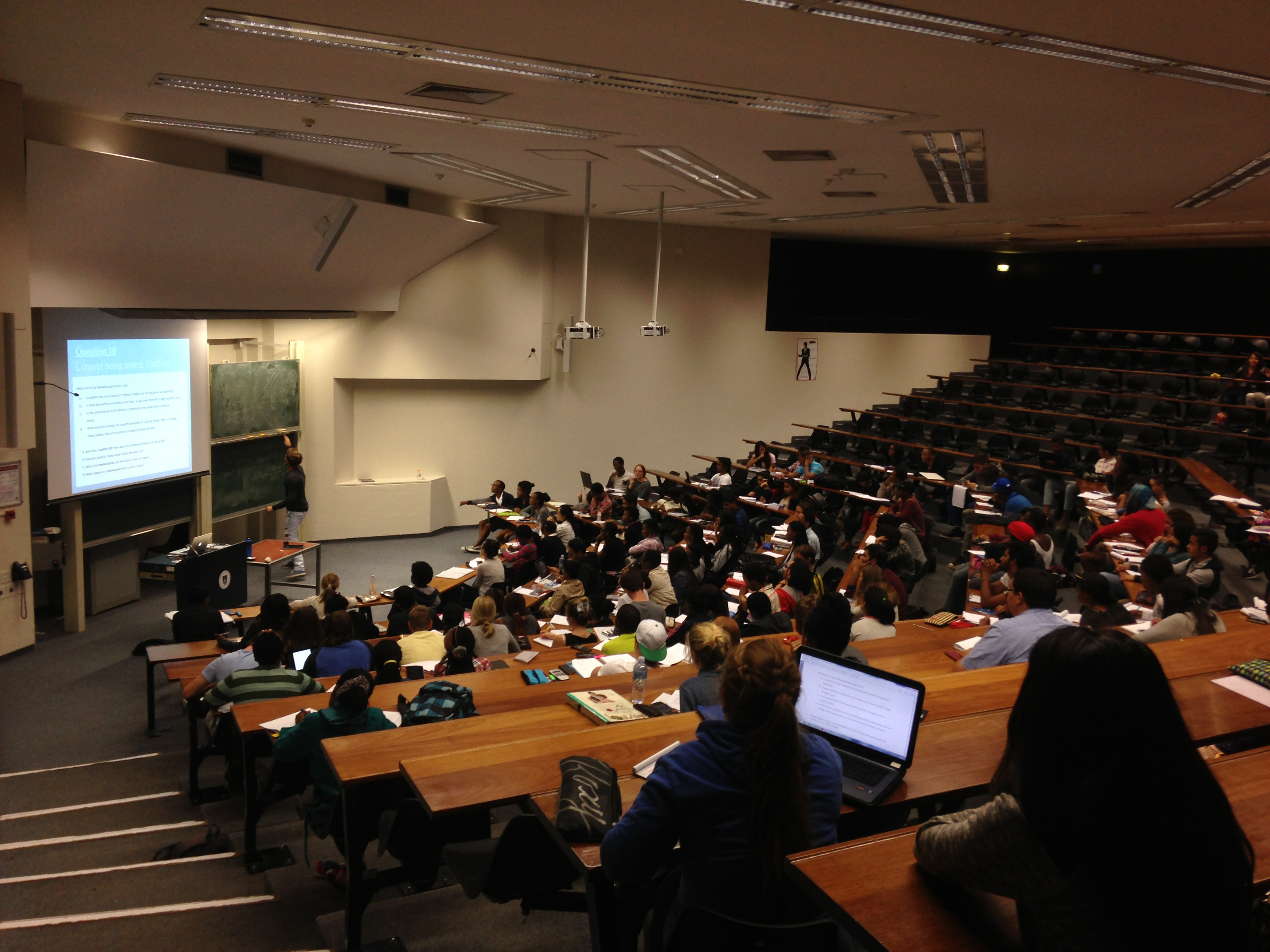
Una conferencia en curso en el edificio Leslie Soc-Sci en el teatro 2A

El software utilizado en el hardware de captura se debe utilizar tanto en el ordenador del espectador, como en el servidor de producción. Hay gamas de software que van desde navegadores de web sencillos y reproductores de vídeo hasta programas de software autónomos, hechos específicamente para ver conferencias. El software del espectador así como el software del presentador, tienen que ser compatibles con el software en el que el servidor qué recibe el contenido del hardware de captura lo reproduce, y lo envía al ordenador del quien lo necesita.
Software modernos de registros de conferencias soportan características avanzadas como indexación a través de OCR, búsqueda al instante, vídeo en tiempo real que edita y anota, junto con otras características mucho más modernas.

## Usos
El registro de conferencias es utilizado a menudo en el modelo de aprendizaje de aula invertida, con el fin de proporcionar materiales externos y no iguales a los tradicionales de seminarios o conferencias. El alumnado es capaz de aplicar el autoaprendizaje reporduciendo e interactuando con conferencias grabadas.
Algunas instituciones educativas graban las clases para reemplazar el aula tradicional por un aula en línea. El registrar una conferencia también suele usarse para crear materiales de referencia como recurso suplementario. También algunas empresas pueden tener registros de conferencias para usos publicitarios, colaboración, o materiales de entrenamiento.
Además,  esta tecnología puede ofrecerse a estudiantes con capacidades especiales.

## Búsqueda
Las capturas de conferencias están en auge y volviéndose cada vez más populares, teniendo un rápido crecimiento los sitios que imparten MOOC (Massive Open Online Curse). Aun así, no se han creado muchas investigaciones para proporcionar directrices de cómo grabar y presentar conferencias, lo cual sería útil para aprender. No obstante,  hay un crecimiento en la literatura que considera los beneficios de la grabación de conferencias para el alumnado y tutores, así como la extensión del uso estudiantil de este tipo de herramienta.
REC:all (Recording and Augmenting Lectures for Learning) es proyecto de tecnología de aprendizaje transnacional apoyado por la Comisión europea bajo el programa para el aprendizaje llamado "Life Long Learning Programme", que apunta a explorar maneras nuevas en las qué la captura de conferencia pueden llegar a ser más pedagogicamente valiosos y comprometidos al aprendizaje. Está investigando una variedad de diseños que ayudan al aprendizaje, con asuntos técnicos y legales.